# جوني غاردينر
جوني غاردينر (بالإنجليزية: Johnny Gardiner)‏ هو لاعب كرة القدم الكندية أمريكي، ولد في 22 ديسمبر 1922 في منيابولس في الولايات المتحدة، وتوفي في 1 أبريل 2015 في بيتالوما في الولايات المتحدة.

## وصلات خارجية
- جوني غاردينر على موقع JustSportsStats.com (الإنجليزية)